# Cesare Prandelli
 Cesare Claudio Prandelli (pronunție în italiană [ˈtʃezare pranˈdɛlli]; n. 19 august 1957, Orzinuovi, Lombardia, Italia) este un fost fotbalist și actual antrenor de fotbal italian.

## Cariera de antrenor

### Meciuri internaționale
Victorie
      Remiză
      Înfrângere
| Data          | Locația        | Competiția                                                    | Echipa gazdă      | Echipa oaspete             | Scor       |
| 2010          | 2010           | 2010                                                          | 2010              | 2010                       | 2010       |
| ------------- | -------------- | ------------------------------------------------------------- | ----------------- | -------------------------- | ---------- |
| 10 august     | Londra         | Meci amical                                                   | Italia            | Coasta de Fildeș           | 0–1        |
| 3 septembrie  | Tallinn        | Preliminariile Campionatului European de Fotbal 2012          | Estonia           | Italia                     | 2–1        |
| 3 septembrie  | Florence       | Preliminariile Campionatului European de Fotbal 2012          | Italia            | Insulele Feroe             | 5–0        |
| 8 octombrie   | Belfast        | Preliminariile Campionatului European de Fotbal 2012          | Irlanda de Nord   | Italia                     | 0-0        |
| 12 octombrie  | Genova         | Preliminariile Campionatului European de Fotbal 2012          | Italia            | Serbia                     | 3-0        |
| 17 noiembrie  | Klagenfurt     | Meci amical                                                   | Italia            | România                    | 1-1        |
| 2011          |                |                                                               |                   |                            |            |
| 9 februarie   | Dortmund       | Meci amical                                                   | Germania          | Italia                     | 1–1        |
| 25 martie     | Ljubljana      | Preliminariile Campionatului European de Fotbal 2012          | Slovenia          | Italia                     | 1–0        |
| 29 martie     | Kiev           | Meci amical                                                   | Ucraina           | Italia                     | 2–0        |
| 3 iunie       | Parma          | Preliminariile Campionatului European de Fotbal 2012          | Italia            | Estonia                    | 3–0        |
| 7 iunie       | Liege          | Meci amical                                                   | Republica Irlanda | Italia                     | 0-2        |
| 10 august     | Bari           | Meci amical                                                   | Italia            | Spania                     | 2–1        |
| 2 septembrie  | Torshavn       | Preliminariile Campionatului European de Fotbal 2012          | Insulele Feroe    | Italia                     | 1–0        |
| 6 septembrie  | Florența       | Preliminariile Campionatului European de Fotbal 2012          | Italia            | Slovenia                   | 1–0        |
| 7 octombrie   | Belgrad        | Preliminariile Campionatului European de Fotbal 2012          | Serbia            | Italia                     | 1–1        |
| 2012          |                |                                                               |                   |                            |            |
| 29 februarie  | Genova         | Meci amical                                                   | Italia            | Statele Unite ale Americii | 0–1        |
| 1 iunie       | Zürich         | Meci amical                                                   | Italia            | Rusia                      | 0–3        |
| 10 iunie      | Gdansk         | Euro 2012                                                     | Spania            | Italia                     | 1-1        |
| 14 iunie      | Poznan         | Euro 2012                                                     | Italia            | Croația                    | 1-1        |
| 18 iunie      | Poznan         | Euro 2012                                                     | Italia            | Republica Irlanda          | 2-0        |
| 24 iunie      | Kiev           | Euro 2012 Quarter-finals                                      | Anglia            | Italia                     | 0-0 (4-2p) |
| 28 iunie      | Varșovia       | Euro 2012 Semi-finals                                         | Germania          | Italia                     | 1-2        |
| 1 iulie       | Kiev           | Finala Campionatului European de Fotbal 2012                  | Spania            | Italia                     | 0-4        |
| 15 august     | Berna          | Meci amical                                                   | Anglia            | Italia                     | 1-2        |
| 7 septembrie  | Sofia          | Calificările pentru Campionatul Mondial de Fotbal 2014 (UEFA) | Bulgaria          | Italia                     | 2-2        |
| 11 septembrie | Modena         | Calificările pentru Campionatul Mondial de Fotbal 2014 (UEFA) | Italia            | Malta                      | 2-0        |
| 12 octombrie  | Yerevan        | Calificările pentru Campionatul Mondial de Fotbal 2014 (UEFA) | Armenia           | Italia                     | 3-1        |
| 16 octombrie  | Milan          | Calificările pentru Campionatul Mondial de Fotbal 2014 (UEFA) | Italia            | Danemarca                  | 3-1        |
| 14 noiembrie  | Milan          | Meci amical                                                   | Italia            | Franța                     | 1-2        |
| 2013          |                |                                                               |                   |                            |            |
| 6 februarie   | Amsterdam      | Meci amical                                                   | Țările de Jos     | Italia                     | 1–1        |
| 21 martie     | Geneva         | Meci amical                                                   | Italia            | Brazilia                   | 2-2        |
| 26 martie     | Ta'Qali        | Calificările pentru Campionatul Mondial de Fotbal 2014 (UEFA) | Malta             | Italia                     | 2-0        |
| 31 mai        | Bologna        | Meci amical                                                   | Italia            | San Marino                 | 4-0        |
| 7 iunie       | Praga          | Calificările pentru Campionatul Mondial de Fotbal 2014 (UEFA) | Cehia             | Italia                     | 0-0        |
| 16 iunie      | Rio de Janeiro | Cupa Confederațiilor FIFA 2013                                | Mexic             | Italia                     | 1-2        |

## Palmares

### Jucător
Cremonese
- Serie C: 1976–77

 Juventus
- Serie A: 1980–81, 1981–82, 1983–84
- Coppa Italia: 1983
- Cupa Campionilor Europeni: 1984–85
- Cupa Cupelor UEFA: 1983–84

### Antrenor
Italia
- Campionatul European de Fotbal: Finalist (2012)
- Cupa Confederațiilor FIFA :  Locul 3 (2013)

 Verona
- Serie B: 1998–99 - Locul 1 – Promovare

 Venezia
- Serie B: 2000–01 - Locul 4 – Promovare